# Tomoji Eguchi
Tomoji Eguchi (江口 倫司?, Eguchi Tomoji; Prefettura di Hyōgo, 22 aprile 1977) è un ex calciatore giapponese, di ruolo attaccante.